# Earl
Earl je plemićki naslov. Nastao je u Engleskoj nakon osvajanja danskog kralja Knuta Velikog prema tradicionalnom skandinavskom jarlu.
Ekvivalent je naslovu grofa, a dolazi nakon naslova markiza. Naslov je označavao guvernere shirea ili grofovija.
Od 19. stoljeća taj je naslov isključivo počasan i ne nosi nikakvu dužnost. Danas su earlovi članovi perstva Ujedinjenog Kraljevstva. Ne postoji ženski ekvivalent earla u engleskom jeziku, nego žene dobivaju naslov grofice (eng. countess; kontesa).